# Захворювання грудей

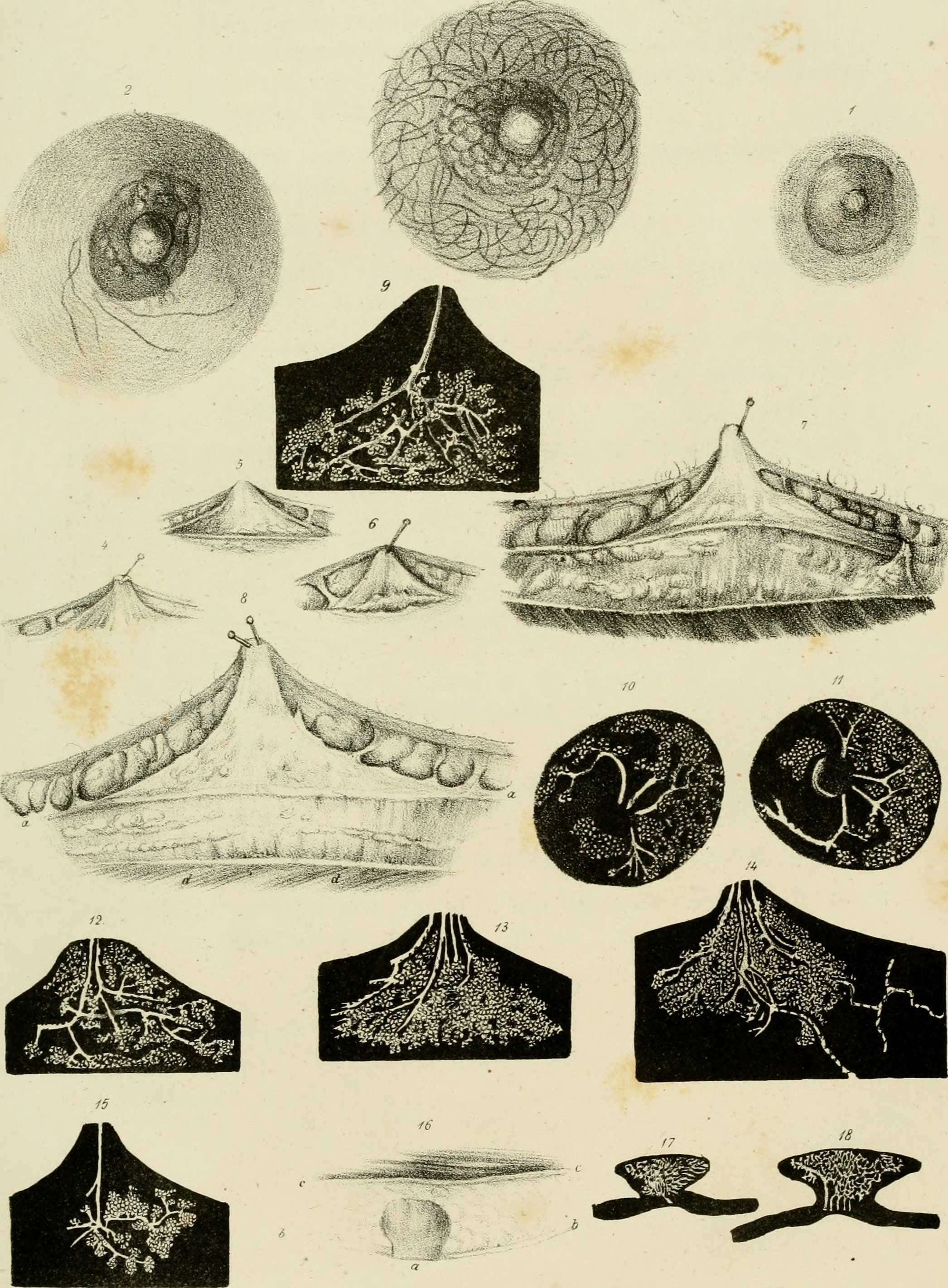
Анатомія захворювань грудей

Захворювання грудей — це група захворювань, які пов'язані з порушення функціонування нормальної життєдіяльності чи зміною анатомічної будови клітин молочних залоз. Існує багато типів захворювань молочної залози, включаючи інфекції, кісти та новоутворення.

## Загальна інформація
Більшість захворювань молочної залози не є злоякісними. Попри те, що захворювання молочної залози може бути доброякісним або не загрожувати життю, залишається ризик того, що без профілактики і завчасного лікування залишається високий ризик розвитку раку молочної залози у майбутньому.
Особливість молочних залоз жінки полягає у тому, що вони є органом-мішенню для як мінімум для 15 гормонів, рівень яких змінюється на фоні менструального циклу, періоду вагітності, годування грудьми, вікової інволюції. Ці зміни визначаються функцією гіпоталамічних нейрогормонів, гормонів гіпофізу, яєчників, надниркової і щитоподібної залози.

## Класифікація захворювань

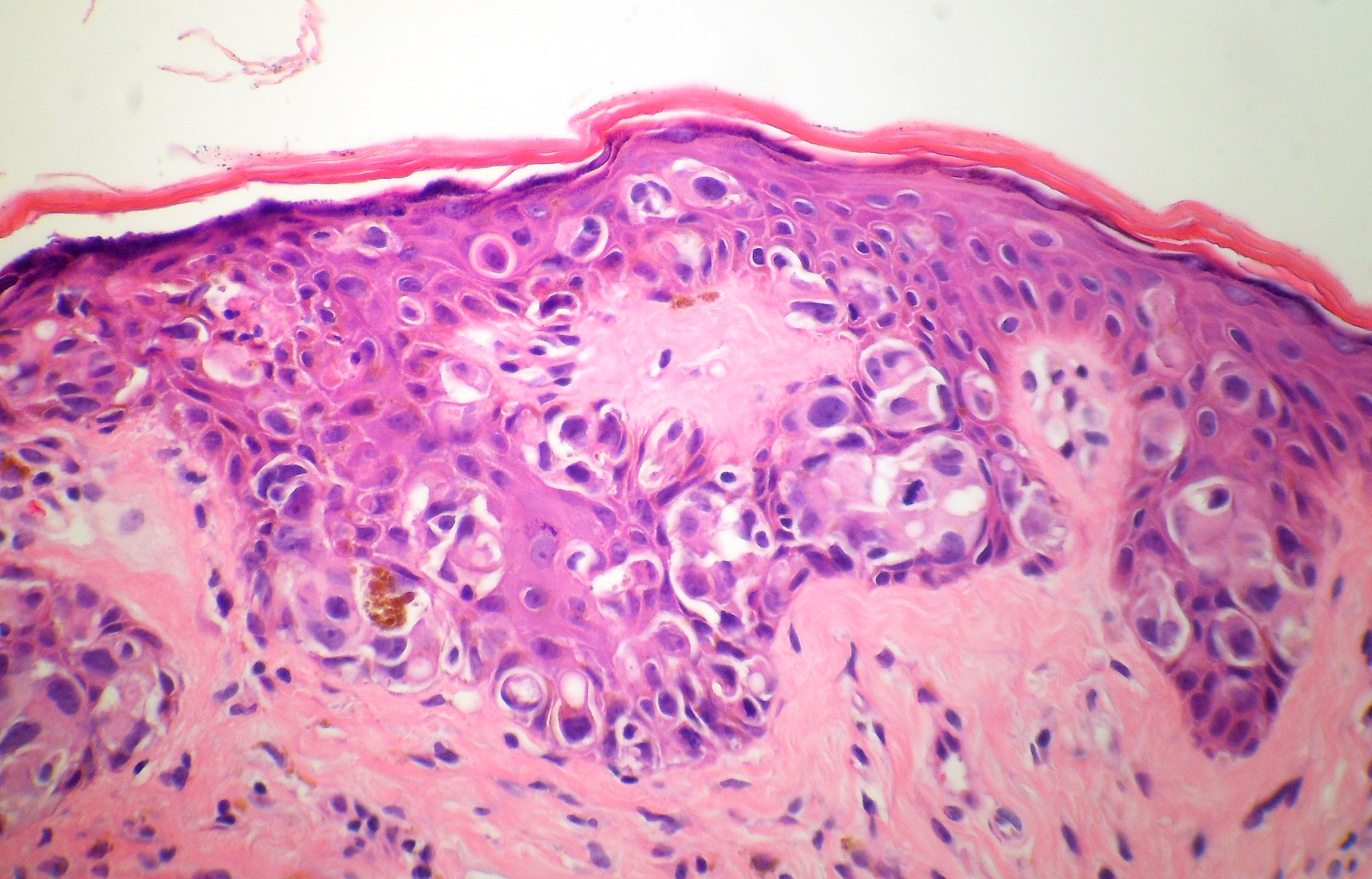
Зміна структурних тканин грудей

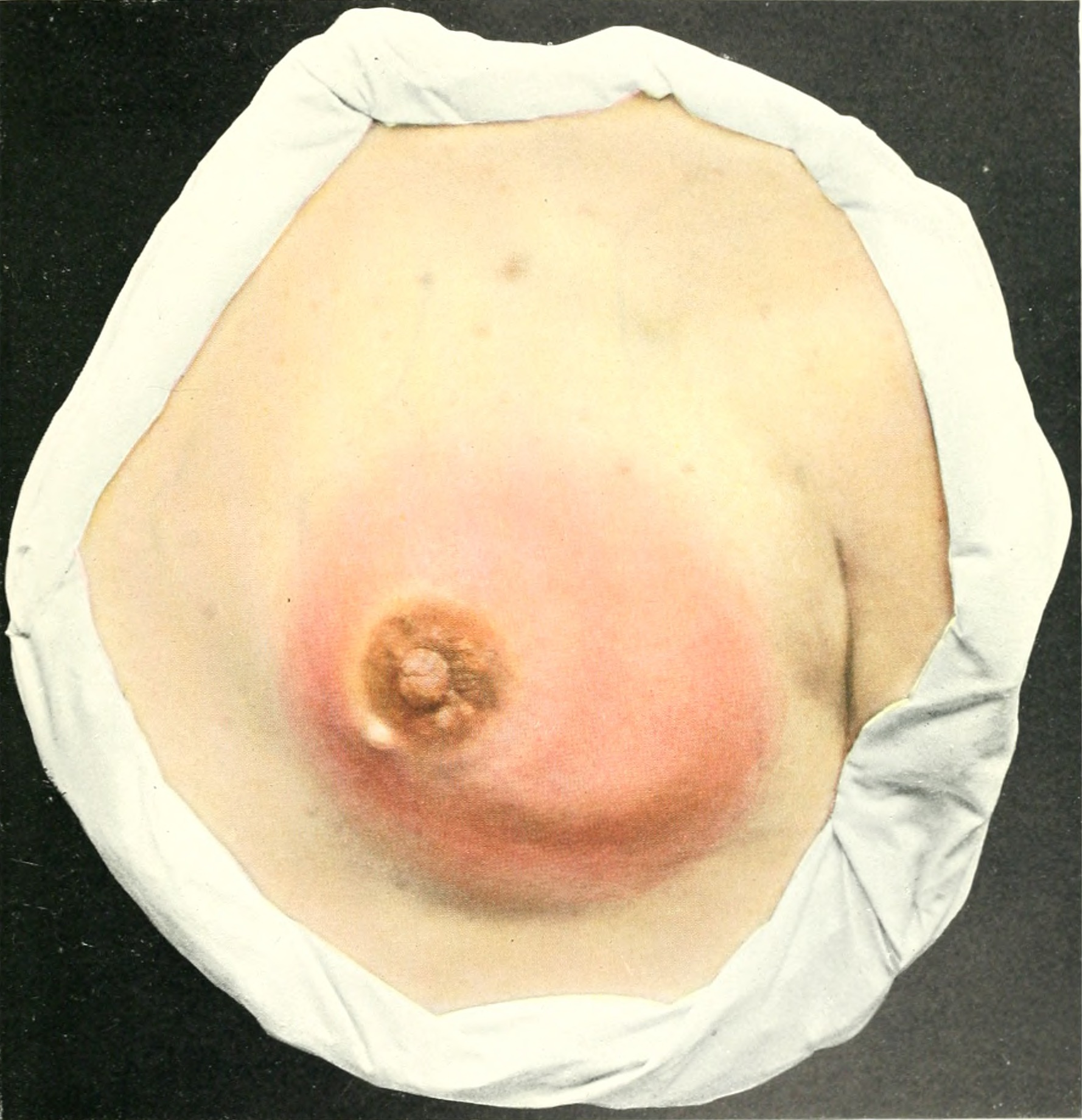
Мастит

### Пухлинні захворювання
- Гемангіома);[джерело?]
- Кісти молочної залози;
- Фіброаденоми молочної залози;

#### Запальні захворювання:
- Мастит;

### Хвороби, пов'язані з грудним вигодовуванням
- Лактостаз;[джерело?]
- Гіпогалактія;
- Галактоцеле (молочна кіста);
- Тріщини сосків

### Інші
- Мастоптоз (обвисання);
- Травми грудей.

## Симптоми захворювань молочних залоз
При наявності одного із симптомів чи групи симптомів, рекомендують звернутися до лікаря за консультацією:[джерело?]
- Наявні ущільнення чи припухлість у грудях;
- Поява виділення із сосків (зокрема, кров'янисті);
- Зміна шкіри грудей («лимонна кірка», втягування, почервоніння, набряк);
- Зміна форми чи будови соска (втягнувся, з'явилася кровоточива ранка);
- З'явилось ущільнення чи припухлість на соску;
- Змінилась форма грудей;
- З'явились «ямочки» на шкірі грудей під час підйому рук над головою;
- Присутнє лущення шкірного покриву молочної залози;
- Змінилася структура молочної залози (на дотик);
- З'явилось постійне неприємне відчуття в одній із молочних залоз;
- Збільшилися лімфатичні вузли під пахвою;
- Набрякло плече або простір в пахвовій западині.

## Причини болю у грудях
Якщо біль в грудях має нециклічних характер (як при ПМС) то причинами можуть бути:[джерело?]
- Захворювання молочних залоз (мастопатія, мастит та ін.);
- Затискання нервових корінців;
- Травми грудей;
- Остеохондроз грудного відділу;
- Захворювання серцево-судинної системи;
- Захворювання печінки;
- Онкологія молочних залоз чи статевих органів;
- Міжреберна міалгія;
- Міжреберний неврит.

## Діагностика

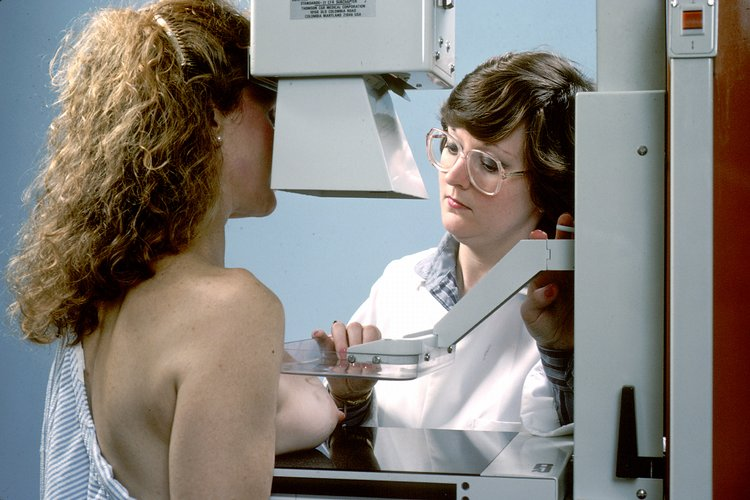
Мамограма

Перший і основний метод діагностики - це огляд онкомамолога, який складає подальший клінічний маршрут і визначає найнеобхідніші обстеження для верифікації точного діагнозу.[джерело?]
УЗД молочних залоз - безболісний, простий і безпечний метод дослідження.
Мамографія — це поширений, точний і найбільш ефективний спосіб обстеження здоров'я грудей на сьогоднішній день. Цей метод обстеження є найбільш безпечним, адже має низьку дозу опромінення. Скринінгову мамограму (за наявності показань), можна робити щорічно, бо вона дозволяє виявити рак на найбільш ранніх та виліковних стадіях захворювання.
Для підтвердження злоякісних новоутворень використовують:
- Пункційну біопсію — (є кілька варіантів - тонкоголкова, ексцизійна, трепанобіопсія) медичну маніпуляцію, коли з «підозрілої» ділянки беруть зразки клітин для наступного аналізу — цитологія, гістологія.[джерело?]

- Імуногістохімія — метод виявлення особливих білкових пухлин -антигенів за допомогою спеціальних біохімічних реакцій з антитілами. Лікар не лише встановлює різновидність пухлини, а й оцінює ступінь її злоякісності, здатність до росту і поширення, залежність від гормонів, чутливість до хіміотерапії, якщо в цьому є потреба.[джерело?]

Заключний діагноз ставить лікар мамолог чи онкомамолог.
Також до ефективних методів дослідження стану пацієнтки доцільно використовувати:[джерело?]
- Комп'ютерну томографія;
- Позитронно-емісійну та комп'ютерну томографія;
- МРТ — магнітно-резонансну томографію;
- Дослідження онкомаркерів;
- Аналіз крові на гормони;
- Остеосцинтиграфію;
- Дуктографію;
- Лабораторні дослідження виділень із соска.

## Лікування
Лікування залежить від встановленого діагнозу.